# Challes-les-Eaux
Challes-les-Eaux ist eine französische Gemeinde mit 5626 Einwohnern (Stand: 1. Januar 2022) im Département Savoie in der Region Auvergne-Rhône-Alpes. Sie gehört zum Arrondissement Chambéry sowie zum Kanton La Ravoire. Die Einwohner werden Challésien(ne)s genannt.
Die Gemeinde erhielt 2022 die Auszeichnung „Eine Blume“, die vom Conseil national des villes et villages fleuris (CNVVF) im Rahmen des jährlichen Wettbewerbs der blumengeschmückten Städte und Dörfer verliehen wird.

## Geographie
Challes-les-Eaux liegt auf 308 m, etwa sechs Kilometer ostsüdöstlich vom Stadtzentrum von Chambéry. Die Gemeinde erstreckt sich am Südwestrand der Bauges, ein Kalksteinmassiv in den nördlichen französischen Voralpen. Die Fläche des 5,65 km² großen Gemeindegebiets umfasst einen Abschnitt einer flachen Schwemmlandebene, die die beiden Gebirgsmassive Bauges und Chartreuse trennt. Dieser Teil ist dicht besiedelt und bildet zusammen mit den Nachbargemeinden einen durchgehenden Vorortbereich von Chambéry. Im Ostteil beginnt abrupt die bewaldete Steilflanke des Mont Saint-Michel am Rand der Bauges, wo das Gemeindegebiet bis auf 565 m reicht.
Das Wohngebiet Le Puits liegt oberhalb des eigentlichen Ortes und war zur Zeit des französischen Königtums ein eigenständiges Dorf.
Umgeben wird Challes-les-Eaux von den Nachbargemeinden Barby im Norden, Curienne im Osten, Saint-Jeoire-Prieuré im Süden, Myans im Südwesten und La Ravoire im Nordwesten.

## Geschichte
Die Gemeinde trug bis 1872 den Namen Triviers. Challes, dessen Name vermutlich auf das spätlateinische casula zurückgeht, war ein Weiler und Herrschaftssitz nördlich von Triviers, wurde jedoch nach der Entdeckung schwefelhaltiger Thermalquellen 1841 endgültig zum Zentrum der Gemeinde.
Die Pfarrei gehörte im Mittelalter zum Bistum Grenoble und wurde 1110 erstmals als Trivers in dessen Urkunden erwähnt. In Challes dagegen befand sich eine kleine Herrschaft mit Festem Haus. Als Teil von Savoyen gelangte die Gemeinde 1860 an Frankreich.

## Bevölkerungsentwicklung
| Jahr                       | 1962 | 1968 | 1975 | 1982 | 1990 | 1999 | 2006 | 2011 | 2020 |
| -------------------------- | ---- | ---- | ---- | ---- | ---- | ---- | ---- | ---- | ---- |
| Einwohner                  | 1448 | 2031 | 2308 | 2580 | 2801 | 3931 | 4829 | 5100 | 5609 |
| Quellen: Cassini und INSEE |      |      |      |      |      |      |      |      |      |

Mit 5626 Einwohnern (Stand 1. Januar 2022) gehört Challes-les-Eaux zu den mittelgroßen Gemeinden des Département Savoie. Durch die zunehmende Urbanisierung in der zweiten Hälfte des 20. Jahrhunderts gewann der Ort Bedeutung als Vorort von Chambéry und erfuhr innerhalb weniger Jahrzehnte eine Vervielfachung seiner Einwohnerzahl, welche in den Jahrhunderten zuvor gleichmäßig bei etwa 600 gelegen hatte.

## Sehenswürdigkeiten
- Das Schloss von Challes-les-Eaux, erbaut 1450, war einst der Sitz der Herren von Challes. Während der Französischen Revolution wurde es an eine bürgerliche Familie verkauft und 1860 in ein Hotel umgewandelt. Diese Funktion übt es noch heute aus.
- Das ehemalige Feste Haus von Triviers stammt aus dem 16. Jahrhundert und wurde nach Nutzung als Ferienkolonie und Hotel schließlich 1995 in Eigentumswohnungen umgewandelt. Es ist von einem Park mit altem Baumbestand, darunter Sequoias, umgeben.
- Die Badeanlagen aus den 1870er Jahren nutzen die 1841 entdeckte Thermalquelle und deren stark schwefelhaltiges Wasser.
- Das 1883 im Stil des Empire errichtete Casino ist ein mehrflügeliges Gebäude inmitten einer kleinen Parkanlage. Gegen Ende des Zweiten Weltkrieges nutzte die deutsche Armee es als Lazarett.
- Das Kirchgebäude ist ein Neubau aus dem Jahr 1837 und enthält eine Glocke aus dem 16. Jahrhundert, die als Monument historique klassifiziert ist.[6]
- Städtisches Kino "Challenger" im 1935 erbauten ehemaligen Gemeindesaal.
- Neben dem Ortskern erhebt sich der Mont Saint-Michel bis auf 895 m und erlaubt einen freien Blick auf den Westteil des Großraums Chambéry und das Chartreuse-Gebirge. Er ist durch ein Netz von Wanderwegen und Lehrpfaden erschlossen, die in Challes-les-Eaux beginnen. Auf seinem Gipfel, der bereits zur Nachbargemeinde Curienne gehört, steht eine Kapelle mittelalterlichen Ursprungs.

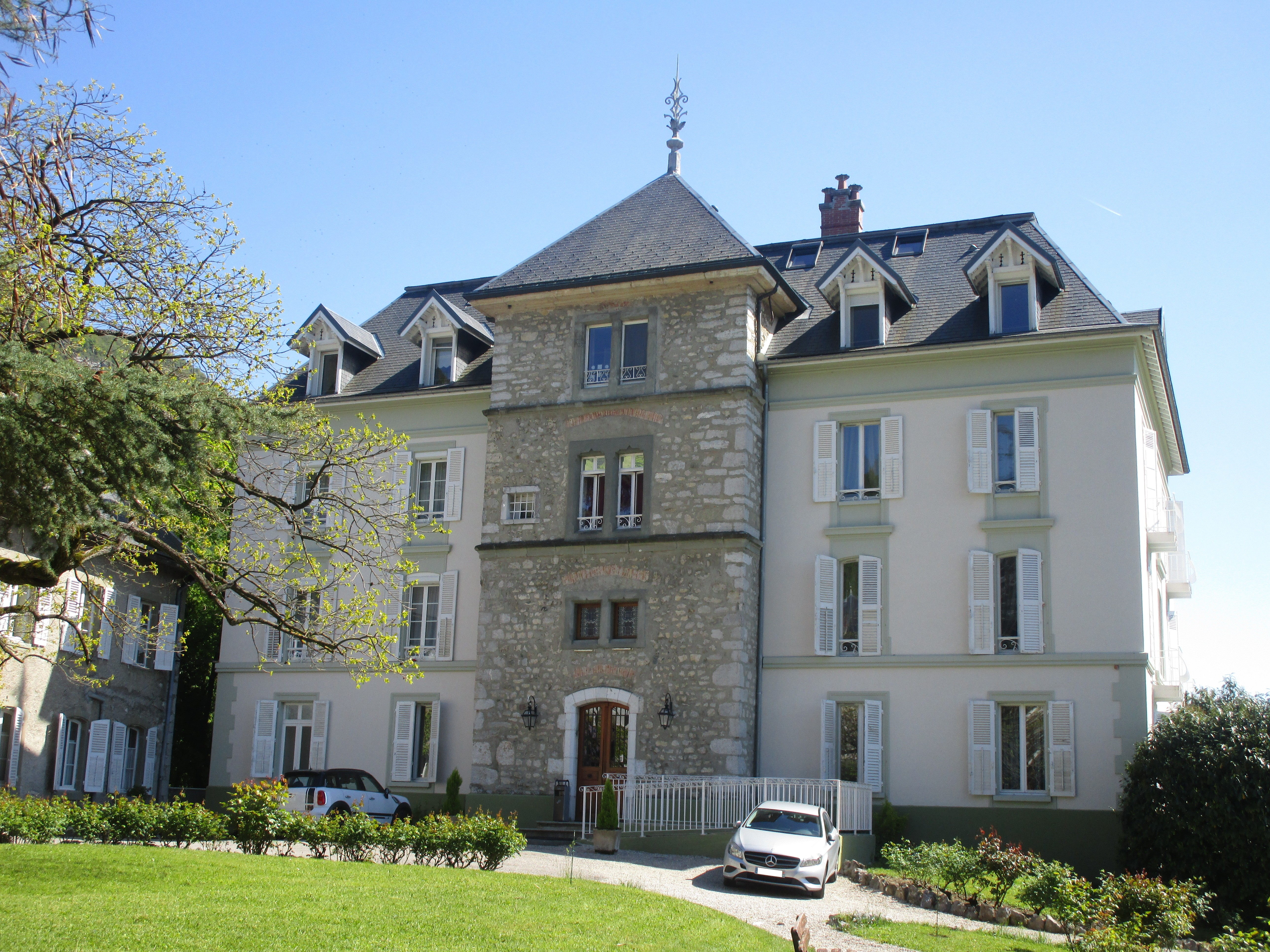
Schloss der Grafen von Challes
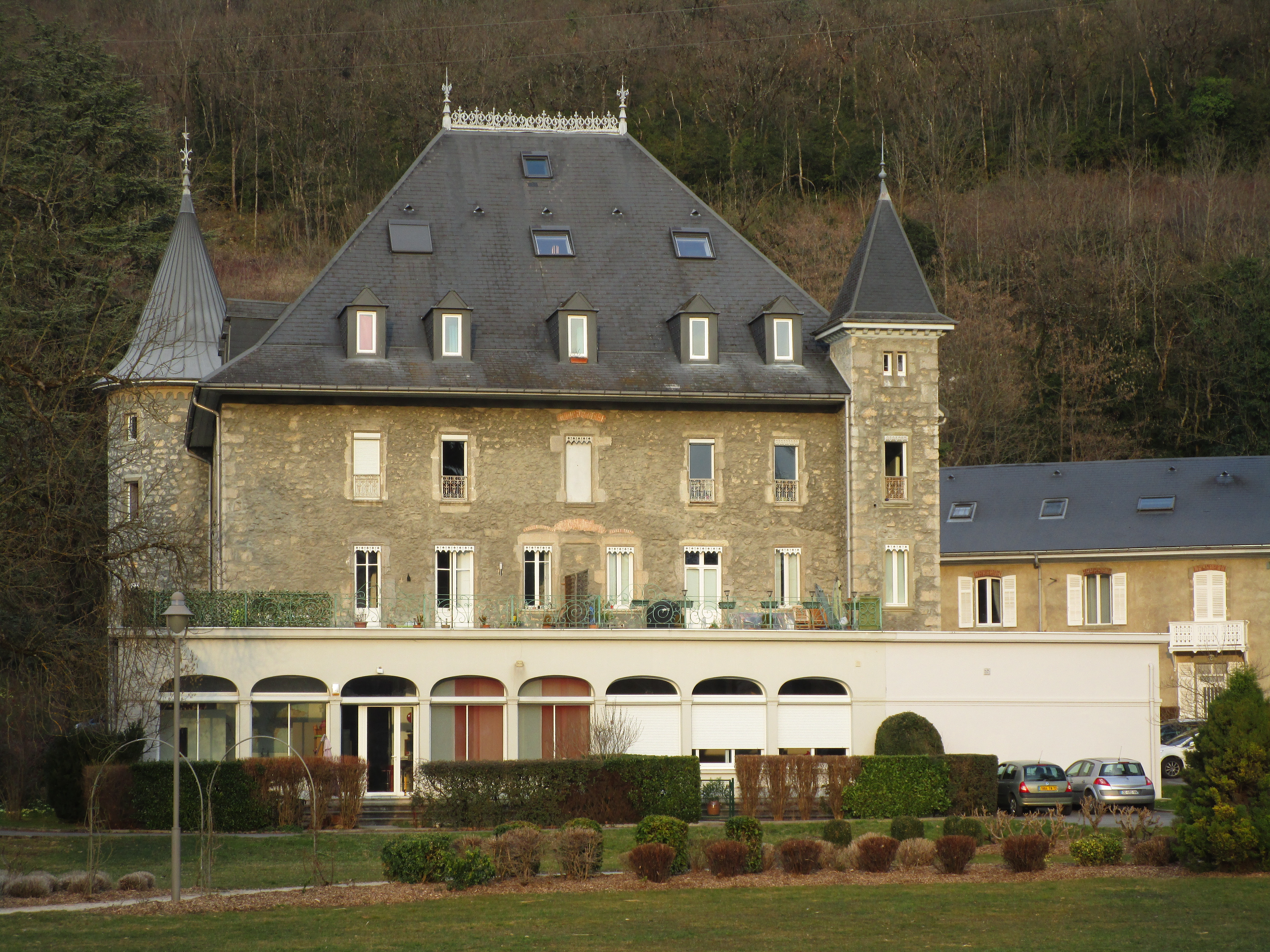
Ehemaliges Festes Haus von Triviers
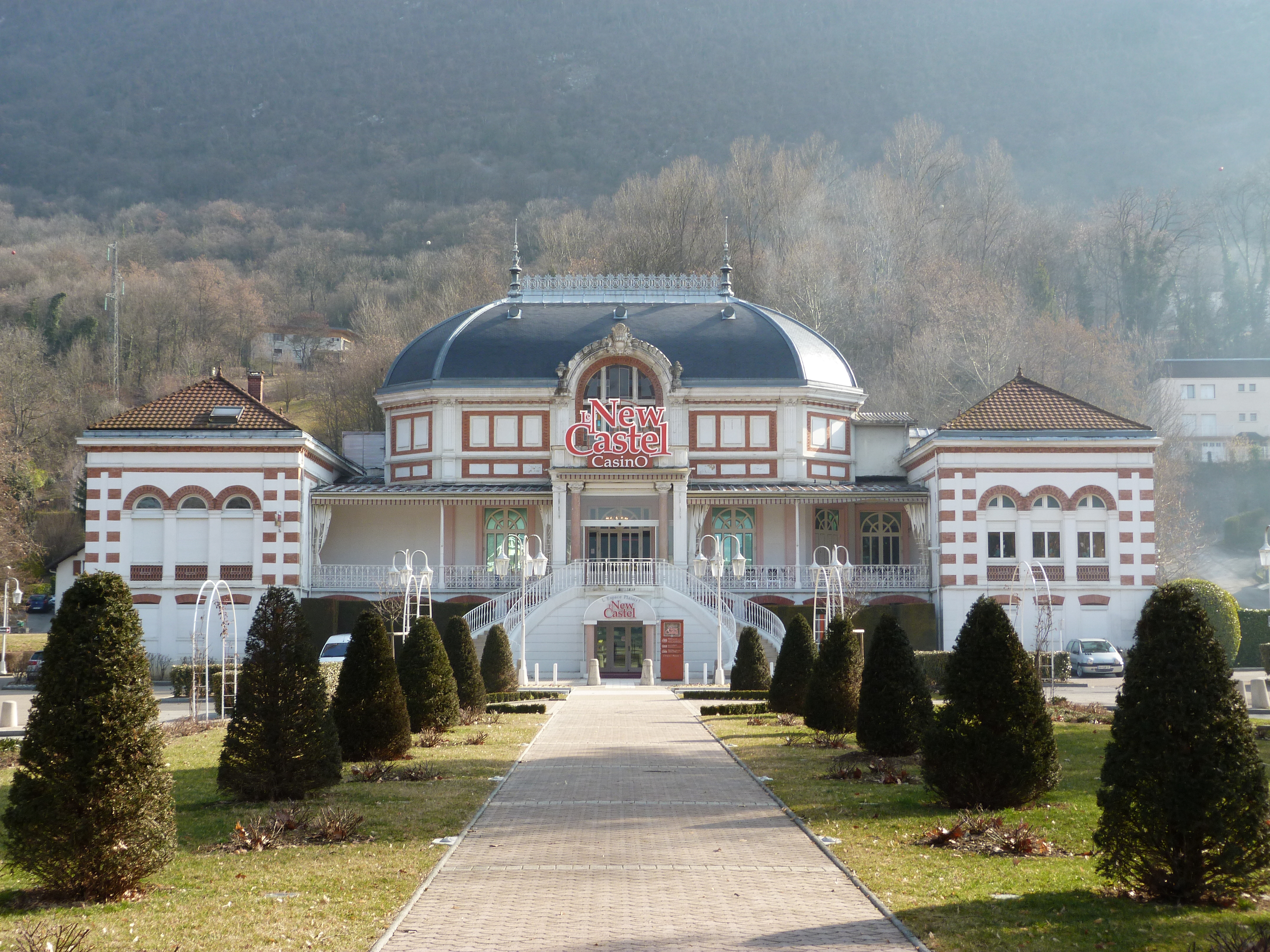
Casino
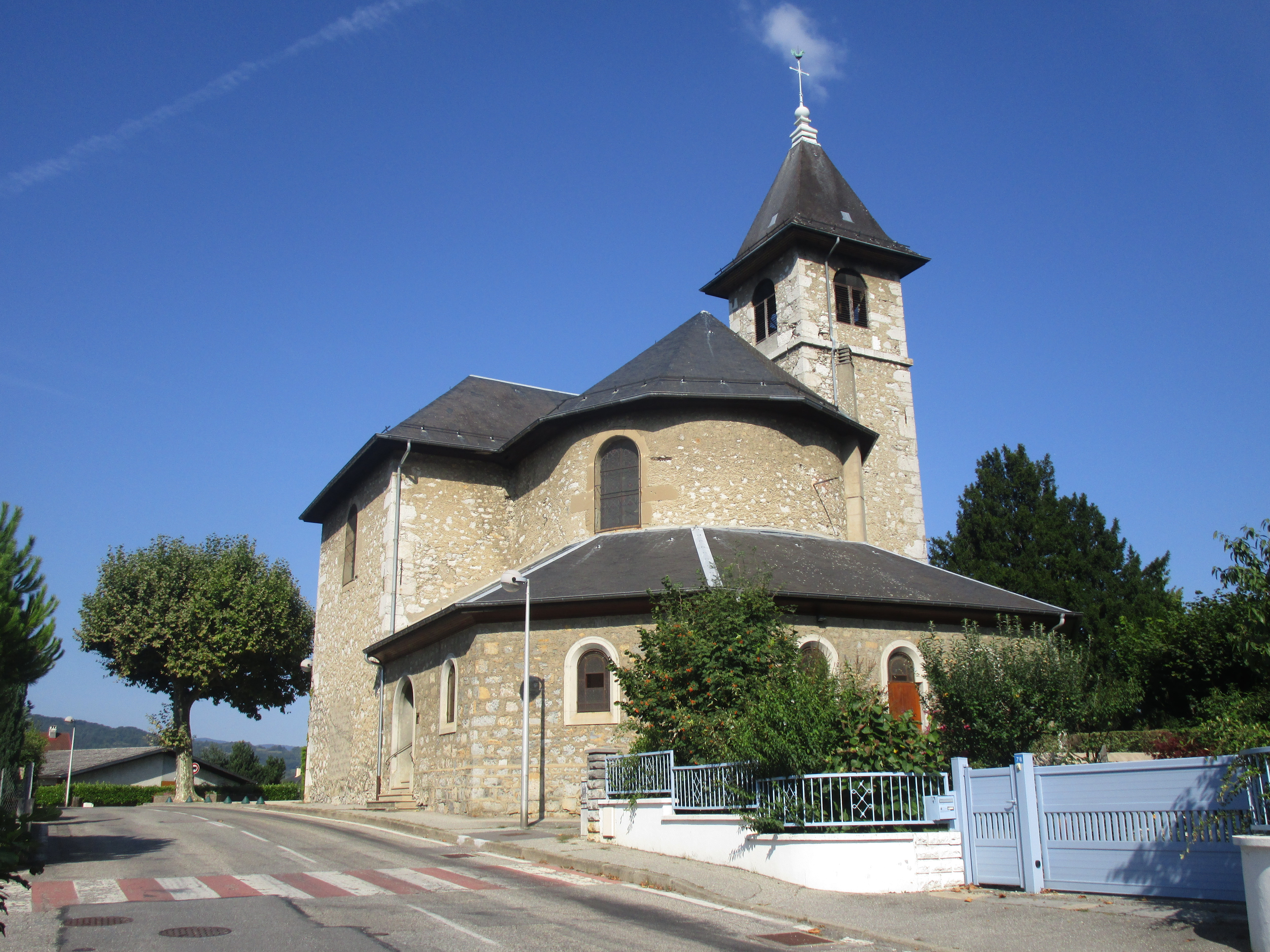
Kirche Saint-Vincent
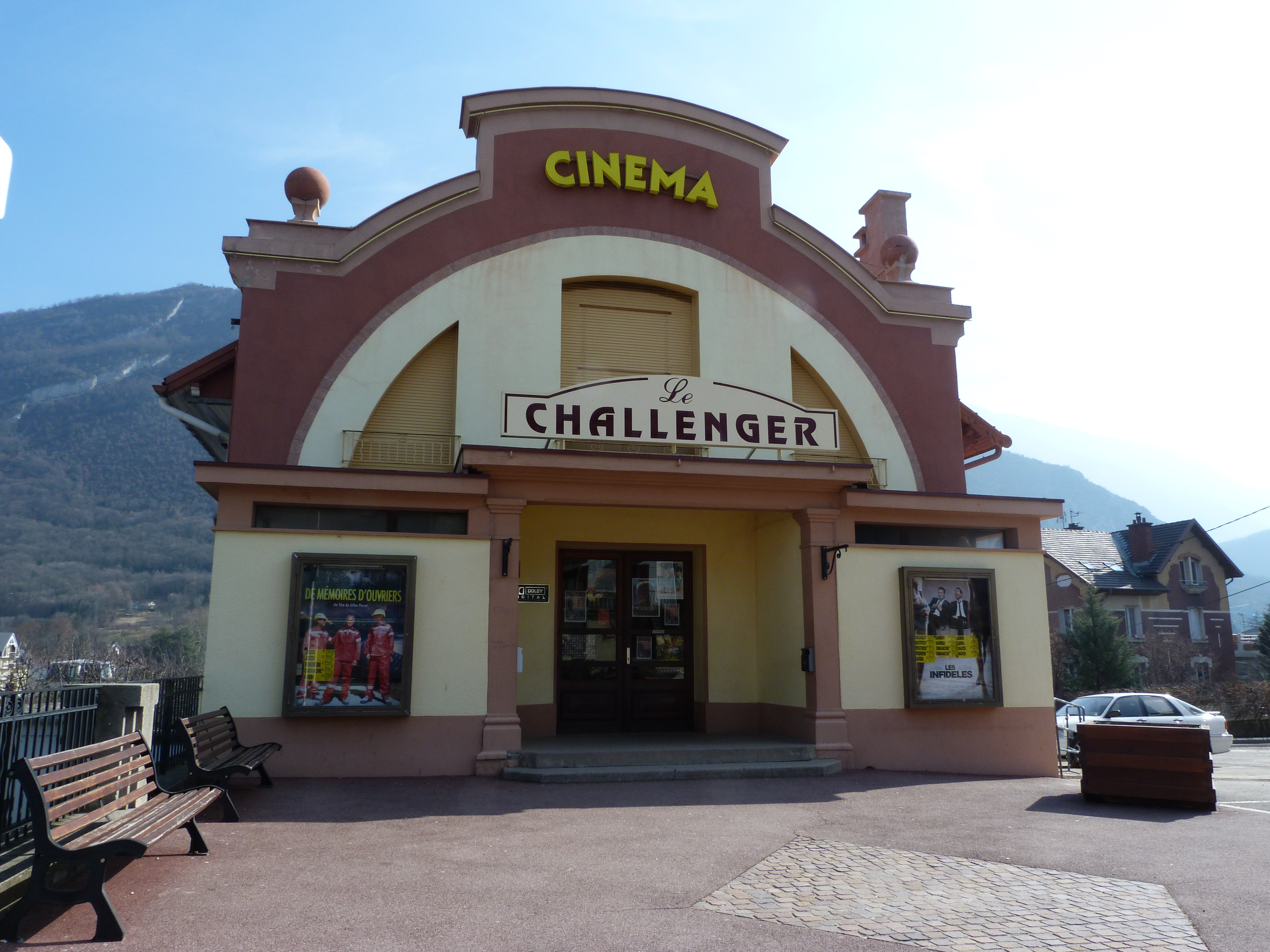
Kino

## Gemeindepartnerschaft
Mit der italienischen Gemeinde Godiasco Salice Terme in der Provinz Pavia (Lombardei) besteht seit 1997 bzw. 2000 eine Partnerschaft.

## Wirtschaft und Infrastruktur
Nachdem Challes-les-Eaux bis weit ins 20. Jahrhundert hinein vorwiegend durch die Landwirtschaft geprägt war, hat diese heute nur noch untergeordnete Bedeutung. Die Gemeinde ist vorwiegend eine Wohngemeinde, deren Erwerbstätige im Raum Chambéry ihrer Arbeit nachgehen. Sie zählt außerdem eine Reihe lokaler Kleinbetriebe sowie einige mittelständische Betriebe. Einer der größten Arbeitgeber ist ein privates Krankenhaus mit 260 Betten und etwa 100 Ärzten, das 2009 aus der Zusammenlegung mehrerer Kliniken entstand.
Durch die Gemeinde führt die frühere Route nationale 6 (jetzt: Départementstraße 1006), die Landstraßenverbindung zwischen Chambéry und Modane. Am Westrand der Gemeinde verläuft die zweispurige Stadtautobahn von Chambéry, die in diesem Bereich noch mautfreie A43 mit Anschlussstellen in wenigen Kilometern Entfernung. Ein Teil des 1913 eröffneten Flugplatzes Chambéry-Challes-les-Eaux liegt im Gemeindegebiet. Von dort starten Segelflieger und Kleinflugzeuge. Der Passagierflughafen Chambéry-Savoie befindet sich in 16 km Entfernung. Der im Zentrum von Chambéry gelegene Bahnhof an der Bahnstrecke Culoz–Modane heißt offiziell Chambéry – Challes-les-Eaux und bietet Anschluss an das TGV-Netz.